# Fy fan!
Fy fan! är punkbandet Attentats femte studioalbum, det första på tjugotvå år, och utgavs 2013. Fy fan! är inspelad i egna studion Punkrock Studios och Attentats största listframgång med en 20:e plats på Svenska topplistan i februari 2013.   Den släpptes även i vinylutgåva med ”Kays glädje” som bonusspår samt alternativ mix på ”Fattiga och rika” och ”Dö som en hund” jämfört med CD-utgåvan. 

## Låtarna på albumet
1. Gå i taket 1.57
2. Fattiga och rika 2.49
3. Fy fan svenska man 2.56
4. Prins 3.48
5. Dö som en hund 2.37
6. Occupy Wall Street 2.25
7. Gilla mej 2.43
8. Majorna rock city 2.57
9. Stor grabb 2.36
10. Sweet & Slade 2.40
11. Sitter slö 3.20
12. Sång till punkarna 3.24

Text och musik: Attentat

## Medverkande
- Från Attentat:
  - Mats Jönsson
  - Magnus Rydman
  - Cristian Odin
  - Patrik Kruse
  - Paul Schöning

- Övriga musiker: 
  - Stefan Dafgård - munspel, spår 2 och 12.
  - Mia Jarnevi och Ika Broberg sjunger och rappar på spår 4,
  - Victor Fridefors - gitarr spår 4.
  - Gunnar Frick - piano och orgel, spår 6 och 7.
  - Hans Rydman - saxofon spår 7 och 9.
  - Magnus Stranne -trumpet
  - David Edefors - trombon spår 9.